# Радован Ріхта
Радован Ріхта (чеськ. Radovan Richta; 6 червня 1924, Прага, Чехословаччина — 21 липня 1983, Прага, Чехословаччина) — чеський філософ і соціолог-марксист. Автор термінів «технологічна еволюція» і «соціалізм з людським обличчям».

## Біографія
У роки Другої світової війни — учасник лівої антифашистської групи руху Опору «Авангард» (чеськ. Předvoj; в ній перебував й інший майбутній філософ-марксист Карел Косик). Був заарештований гестапівцями, поміщений у в'язницю Панкрац і концтабір Терезин, але врятований швейцарським Червоним Хрестом, оскільки у нього діагностували вкрай важку форму туберкульозу легень. Оскільки його здоров'я було підірване, згодом (з 1958 року) систематично відвідував санаторії.
Член комуністичної партії Чехословаччини з 1945 року. У перше десятиліття влади компартії сприяв утвердженню в Чехословаччині марксистської філософії. Підтримував гуманістичний, демократичний варіант соціалізму, курс Олександра Дубчека і «Празьку весну», але після її придушення зберіг[джерело?] свої позиції, оскільки надалі був лояльний режиму нормалізації Густава Гусака. Директор Інституту філософії і соціології ЧСАН протягом 1968—1982 років.
Головні роботи Ріхти присвячені проблемам науково-технічної революції, з акцентом на її соціальні наслідки та вплив на розвиток людської особистості. Перша помітна праця — «Людина і техніка в революції наших днів» (Člověk a technika v revoluci našich dnů) — вийшла 1963 року. Очолював колектив з 60 авторів, які підготували фундаментальну працю «Цивілізація на роздоріжжі» (Civilizace na rozcestí — společenské a lidské souvislosti vědecko-technické revoluce, 1966). Один з керівників авторського колективу спільних радянсько-чехословацьких робіт «Людина — наука — техніка» (1973) і «Науково-технічна революція і соціалізм» (1973).
Член-кореспондент (1967), академік Чехословацької академії наук (1972).